# Verbindungsingenieur
Ein Verbindungsingenieur (Englisch: Liaison Engineer) hat die Aufgabe den Kontakt und den Wissenstransfer zwischen verschiedenen Bereichen eines Unternehmens, insbesondere zwischen Entwicklungsabteilung und Produktion, zu pflegen.

## Einsatzbereiche
Mögliche Einsatzbereiche eines Verbindungsingenieurs sind beispielsweise die Überführung eines Produktes aus der Entwicklungsabteilung in die Produktionsbereiche oder die Vermittlung zwischen einem Kunden und dem Auftragnehmer, wobei er oder sie vom Auftragnehmer zum Kunden entsandt wird.